# Mbalmayo
Mbalmayo ist eine Stadt in Kamerun mit 60.091 Einwohnern (Schätzung 2012). Sie ist die Hauptstadt vom Département Nyong-et-So’o.

## Geografie
Sie befindet sich in der Region Centre auf etwa 650 Metern Höhe. Sie liegt etwa 40 Kilometer südlich von Kameruns Hauptstadt Yaoundé an der Fernstraße N2 und am Fluss Nyong.

## Geschichte
Die Stadt wurde 1910 in der deutschen Kolonialzeit gegründet; sie ist seit 1961 Sitz des Bistums Mbalmayo.

## Wirtschaft
Die Land- und Forstwirtschaft sind die Haupteinnahmequellen.

## Bevölkerung
Die Bevölkerungsentwicklung der Stadt:
| Jahr             | Einwohner |
| ---------------- | --------- |
| 1976 (Zensus)    | 22.075    |
| 1987 (Zensus)    | 35.390    |
| 2005 (Zensus)    | 52.813    |
| 2012 (Schätzung) | 60.091    |

## Persönlichkeiten
- Jérôme Onguéné (* 1997), Fußballspieler